# Opsina
Las opsinas son proteínas de membrana, que se vuelven sensibles a la luz,  modificando las propiedades fisicoquímicas del cromóforo de la retina. Una de las funciones principales de las opsinas es la de proveer un ambiente propicio para la absorción de luz en una longitud de onda particular, por ende un diferente tipo de opsina afectará de manera distinta al retinal.
Para la visión en color de los animales, se tienen especializaciones para la discriminación de la luz, tal y como lo es el ojo en los metazoos. Pero al hacer un análisis de la fotorrecepción, se observa que se da específicamente por moléculas que desencadenan una cadena de transducción, y activarán el sistema nervioso posteriormente. Estos elementos son fotopigmentos receptores acoplados a una proteína G, que constan de una parte proteica, la opsina, y un cromóforo de tipo retinal.
Uno de los componentes principales, el retinal, es un cromóforo de tipo retinaldehído que es básicamente una vitamina A. Este actúa como una base de schiff, al isomerizarse por el golpe ocasionado por un fotón, generando el paso inicial de la transferencia de electrones en la reacción. El compuesto se encuentra adherido a una apoproteína (la opsina) en la hélice siete de su estructura mediante una protonación del mismo, generando la cadena de fototransducción, y activando el sistema nervioso posteriormente.

## Funcionamiento y localización

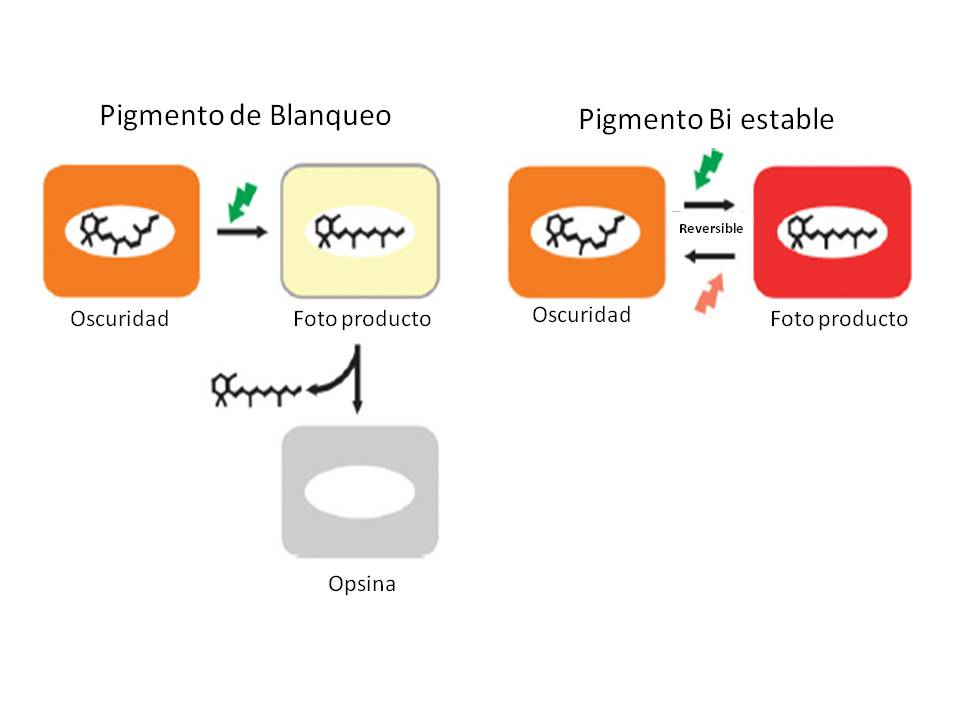
Fotopigmentos encontrados en animales. En vertebrados (Izquierda), y en invertebrados (Derecha)

Las opsinas son proteínas heptahelicales de membrana con un peso molecular que se encuentra entre los 30-60k Da, formado por alrededor de 355 aminoácidos que actúan como un escudo que modifica las propiedades fisicoquímicas del cromóforo. Una de las funciones principales de la opsina es la de proveer un ambiente propicio para la absorción de luz en una longitud de onda particular, por ende un diferente tipo de opsina afectará de manera distinta al retinal. Estos cambios pequeños cerca al cromóforo son suficientes para generar cambios en la longitud de onda absorbida, dándole una sensación de luz diferente al animal. A pesar de lo anterior, hay propiedades que son generales para todo tipo de opsinas. Todas proveen una interfase óptima para la unión e interacción con la proteína G e inician la cadena de fototransducción, y tienen zonas conservadas para la discriminación de la luz.
Las moléculas fotorreceptoras se han clasificado de acuerdo al tipo de reacción química que sufren. Se encuentran aquellas con un “biestado”, en el que sufre isomerizaciones entre un estado de oscuridad en donde el fotoproducto lo revierte a su estado original después de la absorción de la luz. Entre este grupo se encuentran las opsinas de tipo Go, Gq, Peropsina y Neuropsina, que se encuentran en animales invertebrados por excelencia. Luego están los fotorreceptores con propiedades de “blanqueo”, donde la proteína libera su cromóforo y pasa a un estado estable, y no se revierte al estado oscuro inicial después de la irradiación lumínica. Un ejemplo de este grupo son las opsinas de tipo Gt, que se encuentran en el encéfalo de vertebrados y son de aquellos que no generan respuesta visual, teniendo participación en el ciclo circadiano

## A través del desarrollo
La expresión de opsinas se empieza a ver desde un estadio temprano en el desarrollo del animal, justo después de la diferenciación de las células fotorreceptoras. Hay una aparición inicial de la melanopsina, encefalopsina y la peropsina en fases primarias con ayuda del factor de transcripción Crx, para poder sincronizar los ciclos circadianos en el embrión. Otx2 y Mitf son los genes candidato para la regulación cen el primordio de la cavidad óptica, y tienen una acción conjunta en las primeras fases, pero tienen un papel desconocido en las rutas de señalización.
Los genes y la cadena de transducción, y los mecanismos de regulación de opsinas se tiene más estudiada para vertebrados. Se encuentran 5 tipos de opsinas (RH1, RH2, SWS1, SWS2, M/LWS) que son reguladas por los genes de los subtipos opn1mw1, opn1mw2, opn1mw3, opn1sw2, opn1lw1 respectivamente con una expresión diferencial en el plano espacio-temporal. Un ejemplo de este mesanismo es el desarrollo en el ojo del pez cebra, donde en los estadios iniciales se ve una expresión conjunta de la opsina RH2 con sus distintas isoformas en la periferia del ojo que luego se diferencia hacia la parte central generando una presencia regional de las distintas proteínas con una expresión igual de los genes involucrados.

## Evolución
Las opsinas forman parte de una gran familia de receptores transmembranales, los GPCR´s (G Protein Coupled Receptor), que es uno de los grupos de proteínas más diversos dentro del reino animal por su gran cantidad de funciones y variaciones en el mecanismo. Debido a que todas las opsinas usan el retinal como ligando, es comprensible asumir que la rodopsina evolucionó de un receptor retinoide que adquirió la habilidad de unirse covalentemente a su ligando. Consecuentemente, las opsinas basales sufrieron una diversificación debido a su capacidad de acoplarse a diferentes proteínas G. Esta variación se ve reflejada en la filogenia de las opsinas, donde hay una fuerte relación entre las distintas subfamilias y la diversidad funcional.

El cromóforo al protonarse para la unión covalente con la proteína, genera una carga positiva en el medio transmembranal. Esto tiene como consecuencia una liberación de carga positiva altamente inestable que se ha resuelto con una adición de un aminoácido negativo, un contraión, residuo de aminoácidos importante para la absorción de luz visible de pigmento a base de opsina, cerca de la zona de unión entre ambas moléculas en el aminoácido 113 en la hélice tres. 

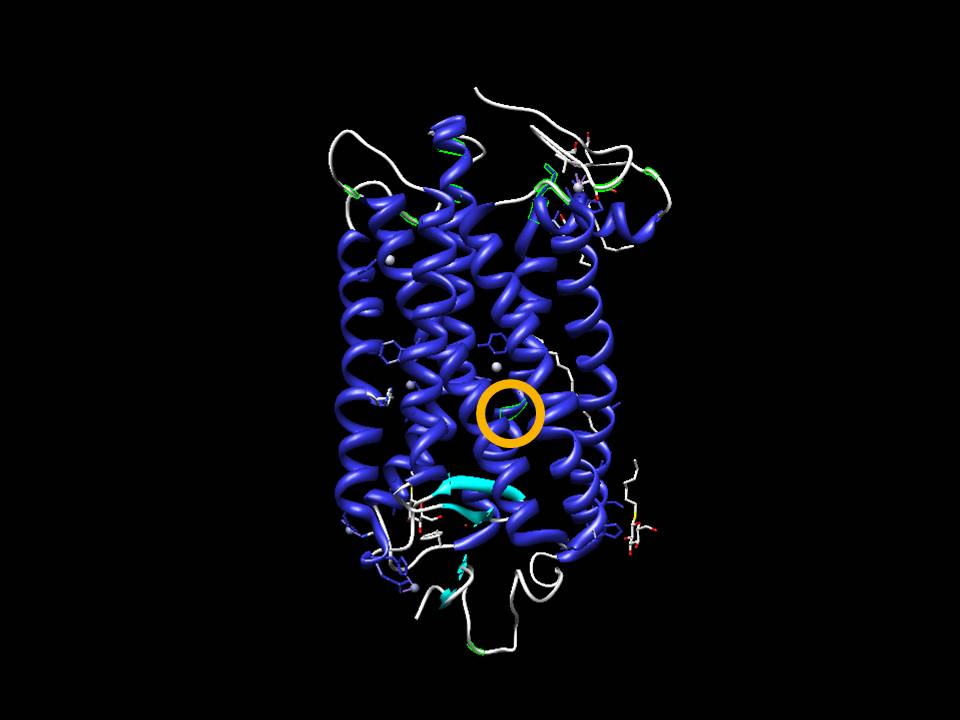
Proteína Rodopsina con el aminoácido 113 señalado para estabilizar la unión del cromóforo

 Los análisis mutacionales de los pigmentos de blanqueo y diestables indican que durante la evolución molecular de los pigmentos visuales en los animales, y específicamente en vertebrados, el desplazamiento del contraión, dio como resultado no solo la propiedad única de blanqueo. Pero al mismo tiempo, se dio la adquisición del pigmento sensible al rojo y una capacidad de activación superior a la G-proteína generada por un cambio conformacional del pigmento inducido por la luz absorbida. Estos eventos de evolución molecular indican que la diversificación de este grupo de proteínas se dio con cambios menores en su estructura y funcionamiento, teniendo como consecuencia el origen de la estabilidad de la fotorrecepción y la visión en color.
Recientemente, se han caracterizado varios genes para la diferenciación de ojos en cnidarios sin que estos tengan un sistema nervioso, por lo que no pueden procesar esta cantidad de información y lleva a pensar que el ojo evolucionó antes que el sistema nervioso. Esto lleva a plantear nuevas hipótesis acerca del origen y  evolución del ojo, así como de los fotopigmentos en el reino animal. La hipótesis más estudiada explica que la fotosensibilidad se originó en algas rojas fotosintéticas, que fueron subsecuentemente introducidas simbióticamente en dinoflagelados basales como cloroplastos secundarios y que posteriormente se especializaron en organelos oculares. En cnidarios, es común ver dinoflagelados como simbiontes activos, así que es posible que los genes de fotorrecepción hayan sido transferidos a los anfitriones.